# Mirela Holy
Mirela Holy, hrvaška političarka * 15. december 1971 Zagreb, SR Hrvaška, SFRJ.
Je nekdanja voditeljica levosredinske hrvaške stranke za trajnostni razvoj (ORaH). Od leta 2011 do 2012 je bila kot prva in doslej edina ženska hrvaška ministrica za okolje.